# Akron (Colorado)
Pour les articles homonymes, voir Akron.
La ville d’Akron est une ville statutaire, chef-lieu et ville la plus peuplée du comté de Washington. Elle est située dans l'État du Colorado aux États-Unis.
Selon le recensement de 2010, Akron compte 1 702 habitants. La municipalité s'étend sur 2,63 milles carrés (6,81 km2).
La ville est ainsi nommée car elle se trouve sur le point le plus élevé de la Chicago, Burlington and Quincy Railroad à l'est de Denver (akron signifie « sommet » en grec). C'est Madame Calvert, épouse d'un dirigeant de la compagnie de chemin de fer, qui lui donna ce nom, en référence à sa ville natale d'Akron (Ohio).

## Démographie
| 1890 | 1900 | 1910 | 1920  | 1930  | 1940  |
| ---- | ---- | ---- | ----- | ----- | ----- |
| 559  | 351  | 647  | 1 401 | 1 135 | 1 417 |

| 1950  | 1960  | 1970  | 1980  | 1990  | 2000  |
| ----- | ----- | ----- | ----- | ----- | ----- |
| 1 605 | 1 890 | 1 775 | 1 716 | 1 599 | 1 711 |

| 2010  | - | - | - | - | - |
| ----- | - | - | - | - | - |
| 1 702 | - | - | - | - | - |